# Mariann Andersson
Mariann Andersson, född 1937 i Göteborg, är en svensk journalist och författare, bosatt i Uppsala sedan 1986.
1971 startade hon Alida Bokservice, "Sveriges första feministiska förlag", senare omdöpt till Alida bok. Hon har också arbetat som journalist för TT, Svenska Dagbladet, Göteborgs-Posten och Upsala Nya Tidning.

## Källhänvisningar
1. ↑  UPP TILL KAMP - men kvinnorna skulle tiga, Feministiska blomster - feminism, filosofi,poesi (blogg), 6 september 2007
2. ↑  Presentation på personlig blogg